# Italia ai XV Giochi paralimpici estivi
L'Italia ha partecipato ai XV Giochi paralimpici estivi di Rio de Janeiro che si sono tenute tra il 7 e il 18 settembre 2016, con una delegazione di 101 atleti che hanno gareggiato in 18 discipline differenti, capitanati da Martina Caironi, portabandiera alla cerimonia d'apertura e da Beatrice Vio, portabandiera alla cerimonia di chiusura.
L'Italia ha ottenuto il 9º posto nel medagliere: era da Heidelberg 1972 che l'Italia non rientrava nei primi 10 posti del medagliere.
Si tratta del 4° miglior risultato di sempre dell'Italia ai Giochi paralimpici, dopo il 1º posto di Roma 1960, il 3º posto di Tokyo 1964 e il 7º posto di Tel Aviv 1968.

## Medaglie
| Riepilogo quotidiano | Riepilogo quotidiano | Riepilogo quotidiano | Riepilogo quotidiano | Riepilogo quotidiano | Riepilogo quotidiano | Riepilogo quotidiano |
| -------------------- | -------------------- | -------------------- | -------------------- | -------------------- | -------------------- | -------------------- |
| Giorno               | Data                 |                      |                      |                      | Totale               |                      |
| 1º                   | 8                    | 0                    | 0                    | 0                    | 0                    |                      |
| 2º                   | 9                    | 0                    | 2                    | 0                    | 2                    |                      |
| 3º                   | 10                   | 0                    | 3                    | 3                    | 6                    |                      |
| 4º                   | 11                   | 1                    | 1                    | 3                    | 5                    |                      |
| 5º                   | 12                   | 0                    | 1                    | 0                    | 1                    |                      |
| 6º                   | 13                   | 1                    | 0                    | 0                    | 1                    |                      |
| 7º                   | 14                   | 5                    | 2                    | 3                    | 10                   |                      |
| 8º                   | 15                   | 1                    | 4                    | 1                    | 6                    |                      |
| 9º                   | 16                   | 1                    | 0                    | 2                    | 3                    |                      |
| 10º                  | 17                   | 1                    | 1                    | 3                    | 5                    |                      |
| 11º                  | 18                   | 0                    | 0                    | 0                    | 0                    |                      |
| Totale               | Totale               | 10                   | 14                   | 15                   | 39                   |                      |

### Medagliere per disciplina
| Sport            | Oro | Argento | Bronzo | Totale |
| ---------------- | --- | ------- | ------ | ------ |
| Ciclismo         | 5   | 2       | 5      | 12     |
| Nuoto            | 2   | 8       | 3      | 13     |
| Atletica leggera | 2   | 2       | 2      | 6      |
| Scherma          | 1   | 0       | 1      | 2      |
| Tiro con l'arco  | 0   | 1       | 1      | 2      |
| Paratriathlon    | 0   | 1       | 1      | 2      |
| Tennistavolo     | 0   | 0       | 2      | 2      |
| Totale           | 10  | 14      | 15     | 39     |

### Medaglie d'oro
| Medaglia | Nome                                       | Sport            | Evento                                 |
| -------- | ------------------------------------------ | ---------------- | -------------------------------------- |
| Oro      | Federico Morlacchi                         | Nuoto            | 200 m misti maschili SM9               |
| Oro      | Francesco Bocciardo                        | Nuoto            | 400 m stile libero maschili S6         |
| Oro      | Alex Zanardi                               | Ciclismo         | Cronometro maschile H4                 |
| Oro      | Vittorio Podestà                           | Ciclismo         | Cronometro maschile H3                 |
| Oro      | Luca Mazzone                               | Ciclismo         | Cronometro maschile H2                 |
| Oro      | Assunta Legnante                           | Atletica leggera | Getto del peso femminile F11-12        |
| Oro      | Beatrice Vio                               | Scherma          | Fioretto femminile individuale CB      |
| Oro      | Paolo Cecchetto                            | Ciclismo         | Corsa in linea maschile H3             |
| Oro      | Luca Mazzone Vittorio Podestà Alex Zanardi | Ciclismo         | Staffetta corsa in linea maschile H2-5 |
| Oro      | Martina Caironi                            | Atletica leggera | 100 m femminile T42                    |

### Medaglie d'argento
| Medaglia | Nome               | Sport            | Evento                             |
| -------- | ------------------ | ---------------- | ---------------------------------- |
| Argento  | Francesco Bettella | Nuoto            | 100 m dorso maschili S1            |
| Argento  | Federico Morlacchi | Nuoto            | 400 m stile libero maschili S9     |
| Argento  | Michele Ferrarin   | Paratriathlon    | Gara maschile PT2                  |
| Argento  | Martina Caironi    | Atletica leggera | Salto in lungo femminile T42       |
| Argento  | Cecilia Camellini  | Nuoto            | 400 m stile libero femminili S11   |
| Argento  | Giulia Ghiretti    | Nuoto            | 100 m rana femminili SB4           |
| Argento  | Oney Tapia         | Atletica leggera | Lancio del disco maschile F11      |
| Argento  | Federico Morlacchi | Nuoto            | 100 m rana maschili SB8            |
| Argento  | Alberto Simonelli  | Tiro con l'arco  | Arco composto individuale maschile |
| Argento  | Luca Mazzone       | Ciclismo         | Corsa in linea maschile H2         |
| Argento  | Alex Zanardi       | Ciclismo         | Corsa in linea maschile H4         |
| Argento  | Federico Morlacchi | Nuoto            | 100 m farfalla maschili S9         |
| Argento  | Francesco Bettella | Nuoto            | 50 m dorso maschili S1             |
| Argento  | Arjola Trimi       | Nuoto            | 50 m stile libero femminili S4     |

### Medaglie di bronzo
| Medaglia | Nome                                         | Sport            | Evento                            |
| -------- | -------------------------------------------- | ---------------- | --------------------------------- |
| Bronzo   | Giovanni Achenza                             | Paratriathlon    | Gara maschile PT1                 |
| Bronzo   | Giulia Ghiretti                              | Nuoto            | 50 m farfalla femminili S5        |
| Bronzo   | Vincenzo Boni                                | Nuoto            | 50 m dorso maschili S3            |
| Bronzo   | Roberto Airoldi Elisabetta Mijno             | Tiro con l'arco  | Squadre miste arco ricurvo        |
| Bronzo   | Giada Rossi                                  | Tennistavolo     | Singolo femminile classi 1-2      |
| Bronzo   | Amine Kalem                                  | Tennistavolo     | Singolo maschile classe 9         |
| Bronzo   | Giancarlo Masini                             | Ciclismo         | Cronometro maschile C1            |
| Bronzo   | Francesca Porcellato                         | Ciclismo         | Cronometro femminile H1-2-3       |
| Bronzo   | Efrem Morelli                                | Nuoto            | 50 m rana maschili SB3            |
| Bronzo   | Francesca Porcellato                         | Ciclismo         | Corsa in linea femminile H1-2-3-4 |
| Bronzo   | Fabio Anobile                                | Ciclismo         | Corsa in linea maschile C1-2-3    |
| Bronzo   | Andreea Mogos Loredana Trigilia Beatrice Vio | Scherma          | Fioretto femminile a squadre      |
| Bronzo   | Alvise De Vidi                               | Atletica leggera | 400 m piani maschili T51          |
| Bronzo   | Andrea Tarlao                                | Ciclismo         | Corsa in linea maschile C4-5      |
| Bronzo   | Monica Contrafatto                           | Atletica leggera | 100 m femminile T42               |

### Statistiche
Medagliati in più edizioni
| Nome               | Sport            | Evento                             | '92    | '96     | '00     | '04    | '08     | '12     | '16     |
| ------------------ | ---------------- | ---------------------------------- | ------ | ------- | ------- | ------ | ------- | ------- | ------- |
| Federico Morlacchi | Nuoto            | 100 m farfalla maschili S9         | -      | -       | -       | -      | -       | Bronzo  | Argento |
| Federico Morlacchi | Nuoto            | 400 m stile libero maschili S9     | -      | -       | -       | -      | -       | Bronzo  | Argento |
| Federico Morlacchi | Nuoto            | 200 m misti maschili SM9           | -      | -       | -       | -      | -       | Bronzo  | Oro     |
| Federico Morlacchi | Nuoto            | 100 m rana maschili SB8            | -      | -       | -       | -      | -       | -       | Argento |
| Cecilia Camellini  | Nuoto            | 50 m stile libero femminili S11    | -      | -       | -       | -      | Argento | Oro     | -       |
| Cecilia Camellini  | Nuoto            | 100 m stile libero femminili S11   | -      | -       | -       | -      | Argento | Oro     | -       |
| Cecilia Camellini  | Nuoto            | 400 m stile libero femminili S11   | -      | -       | -       | -      | -       | Bronzo  | Argento |
| Cecilia Camellini  | Nuoto            | 100 m dorso femminili S11          | -      | -       | -       | -      | -       | Bronzo  | -       |
| Alex Zanardi       | Ciclismo         | Cronometro maschile H4             | -      | -       | -       | -      | -       | Oro     | Oro     |
| Alex Zanardi       | Ciclismo         | Corsa in linea maschile H4         | -      | -       | -       | -      | -       | Oro     | Argento |
| Alex Zanardi       | Ciclismo         | Staffetta su strada mista          | -      | -       | -       | -      | -       | Argento | Oro     |
| Vittorio Podestà   | Ciclismo         | Cronometro maschile H3             | -      | -       | -       | -      | Argento | Bronzo  | Oro     |
| Vittorio Podestà   | Ciclismo         | Corsa in linea maschile H3         | -      | -       | -       | -      | -       | Bronzo  | -       |
| Vittorio Podestà   | Ciclismo         | Staffetta su strada mista          | -      | -       | -       | -      | -       | Argento | Oro     |
| Luca Mazzone       | Ciclismo         | Cronometro maschile H2             | -      | -       | -       | -      | -       | -       | Oro     |
| Luca Mazzone       | Ciclismo         | Corsa in linea maschile H2         | -      | -       | -       | -      | -       | -       | Argento |
| Luca Mazzone       | Ciclismo         | Staffetta su strada mista          | -      | -       | -       | -      | -       | -       | Oro     |
| Luca Mazzone       | Nuoto            | 50 m stile libero S4               | -      | -       | Argento | -      | -       | -       | -       |
| Luca Mazzone       | Nuoto            | 200 m stile libero S4              | -      | -       | Argento | -      | -       | -       | -       |
| Assunta Legnante   | Atletica leggera | Getto del peso F 11-12             | -      | -       | -       | -      | -       | Oro     | Oro     |
| Alberto Simonelli  | Tiro con l'arco  | Arco composto individuale maschile | -      | -       | -       | -      | Argento | -       | Argento |
| Alvise De Vidi     | Atletica leggera | 100 m maschili T51                 | -      | -       | -       | -      | -       | Argento | -       |
| Alvise De Vidi     | Atletica leggera | 200 m maschili T51                 | -      | -       | Bronzo  | Bronzo | -       | -       | -       |
| Alvise De Vidi     | Atletica leggera | 400 m maschili T51                 | -      | Oro     | Argento | -      | -       | -       | Bronzo  |
| Alvise De Vidi     | Atletica leggera | 800 m maschili T51                 | Bronzo | Oro     | Oro     | -      | -       | -       | -       |
| Alvise De Vidi     | Atletica leggera | 1500 m maschili T51                | -      | Argento | Oro     | -      | -       | -       | -       |
| Alvise De Vidi     | Atletica leggera | Maratona maschile T51              | -      | -       | Oro     | Oro    | -       | -       | -       |
| Martina Caironi    | Atletica leggera | 100 metri T42                      | -      | -       | -       | -      | -       | Oro     | Oro     |
| Martina Caironi    | Atletica leggera | Salto in lungo T42                 | -      | -       | -       | -      | -       | -       | Argento |

Medaglie per genere
| Genere | Oro | Argento | Bronzo | Totale |
| ------ | --- | ------- | ------ | ------ |
| Uomini | 7   | 10      | 8      | 25     |
| Donne  | 3   | 4       | 6      | 13     |
| Misto  | 0   | 0       | 1      | 1      |

Plurimedagliati
| Nome                 | Sport    | Oro | Argento | Bronzo | Totale |
| -------------------- | -------- | --- | ------- | ------ | ------ |
| Luca Mazzone         | Ciclismo | 2   | 1       | 0      | 3      |
| Alex Zanardi         | Ciclismo | 2   | 1       | 0      | 3      |
| Vittorio Podestà     | Ciclismo | 2   | 0       | 0      | 2      |
| Federico Morlacchi   | Nuoto    | 1   | 3       | 0      | 4      |
| Martina Caironi      | Atletica | 1   | 1       | 0      | 2      |
| Beatrice Vio         | Scherma  | 1   | 0       | 1      | 2      |
| Francesco Bettella   | Nuoto    | 0   | 2       | 0      | 2      |
| Giulia Ghiretti      | Nuoto    | 0   | 1       | 1      | 2      |
| Francesca Porcellato | Ciclismo | 0   | 0       | 2      | 2      |

## Atletica leggera paralimpica
| Q | Qualificato al turno successivo per la posizione in qualificazione                                                           |
| q | Qualificato per il turno successivo per ripescaggio o, negli eventi su campo, conquistando la misura minima per qualificarsi |

Maschile
Eventi su pista e strada
| Atleta              | Evento       | Batteria     | Batteria     | Finale          | Finale          |
| Atleta              | Evento       | Risultato    | Posizione    | Risultato       | Posizione       |
| ------------------- | ------------ | ------------ | ------------ | --------------- | --------------- |
| Emanuele Di Marino  | 200 m T44    | 24"74        | 11º          | non qualificato | non qualificato |
| Emanuele Di Marino  | 400 m T44    | squalificato | squalificato | non qualificato | non qualificato |
| Alvise De Vidi      | 100 m T51    | N.D.         | N.D.         | 22"73           | 5º              |
| Alvise De Vidi      | 400 m T51    | N.D.         | N.D.         | 1'22"38         | Bronzo          |
| Ruud Koutiki        | 400 m T20    | 51"53        | 7º           | non qualificato | non qualificato |
| Alessandro Di Lello | Maratona T46 | N.D.         | N.D.         | non terminata   | non terminata   |

Eventi su campo
| Atleta             | Evento               | Qualifica | Qualifica | Finale  | Finale    |
| Atleta             | Evento               | Misura    | Posizione | Misura  | Posizione |
| ------------------ | -------------------- | --------- | --------- | ------- | --------- |
| Roberto La Barbera | Salto in lungo T44   | N.D.      | N.D.      | 6,32 m  | 8º        |
| Oney Tapia         | Getto del peso F11   | N.D.      | N.D.      | 12,72 m | 9º        |
| Oney Tapia         | Lancio del disco F11 | N.D.      | N.D.      | 40,89 m | Argento   |

Femminile
Eventi su pista e strada
| Atleta                      | Evento    | Batteria  | Batteria  | Finale          | Finale          |
| Atleta                      | Evento    | Risultato | Posizione | Risultato       | Posizione       |
| --------------------------- | --------- | --------- | --------- | --------------- | --------------- |
| Martina Caironi             | 100 m T42 | 14"80     | 1ª        | 14"97           | Oro             |
| Oxana Corso                 | 100 m T35 | N.D.      | N.D.      | 15"67           | 5ª              |
| Oxana Corso                 | 200 m T35 | N.D.      | N.D.      | 32"68           | 4ª              |
| Monica Graziana Contrafatto | 100 m T42 | 16"20     | 3ª        | 16"30           | Bronzo          |
| Arjola Dedaj                | 100 m T11 | 13"43     | 14ª       | non qualificata | non qualificata |
| Arjola Dedaj                | 200 m T11 | 27"69     | 14ª       | non qualificata | non qualificata |
| Federica Maspero            | 100 m T43 | 14"37     | 15ª       | non qualificata | non qualificata |
| Federica Maspero            | 200 m T43 | 29"04     | 10ª       | non qualificata | non qualificata |
| Federica Maspero            | 400 m T43 | N.D.      | N.D.      | 1'03"83         | 4ª              |
| Giusy Versace               | 100 m T43 | 14"42     | 17ª       | non qualificata | non qualificata |
| Giusy Versace               | 200 m T43 | 28"13     | 6ª Q      | 28"90           | 8ª              |
| Giusy Versace               | 400 m T43 | N.D.      | N.D.      | squalificata    | squalificata    |

Eventi su campo
| Atleta           | Evento               | Qualifica | Qualifica | Finale  | Finale    |
| Atleta           | Evento               | Misura    | Posizione | Misura  | Posizione |
| ---------------- | -------------------- | --------- | --------- | ------- | --------- |
| Martina Caironi  | Salto in lungo T42   | N.D.      | N.D.      | 4,66 m  | Argento   |
| Arjola Dedaj     | Salto in lungo T11   | N.D.      | N.D.      | 4,51 m  | 6ª        |
| Assunta Legnante | Getto del peso F11   | N.D.      | N.D.      | 15,74 m | Oro       |
| Assunta Legnante | Lancio del disco F11 | N.D.      | N.D.      | 31,51 m | 4ª        |

## Canoa paralimpica
| QF | Qualificato direttamente alla finale, senza dover affrontare la semifinale, per la posizione in qualificazione |
| Q  | Qualificato al turno successivo per la posizione in qualificazione                                             |

| Atleta                | Evento        | Qualificazione | Qualificazione | Semifinale | Semifinale | Finale          | Finale          |
| Atleta                | Evento        | Risultato      | Posizione      | Risultato  | Posizione  | Risultato       | Posizione       |
| --------------------- | ------------- | -------------- | -------------- | ---------- | ---------- | --------------- | --------------- |
| Federico Mancarella   | KL2 maschile  | 47"300         | 3º Q           | 47"408     | 1º Q       | 45"596          | 5º              |
| Salvatore Ravalli     | KL1 maschile  | 1'16"278       | 5º Q           | 1'07"651   | 5º         | non qualificato | non qualificato |
| Veronica Yoko Plebani | KL3 femminile | 55"466         | 2ª QF          | Bye        | Bye        | 52"802          | 6ª              |

## Canottaggio paralimpico
Singolo
| FA | Qualificato in finale A                                            |
| FB | Qualificato in finale B (senza medaglie)                           |
| Q  | Qualificato al turno successivo per la posizione in qualificazione |

| Atleta             | Evento                      | Qualificazione | Qualificazione | Ripescaggio | Ripescaggio | Finale    | Finale           |
| Atleta             | Evento                      | Risultato      | Posizione      | Risultato   | Posizione   | Risultato | Pos. complessiva |
| ------------------ | --------------------------- | -------------- | -------------- | ----------- | ----------- | --------- | ---------------- |
| Fabrizio Caselli   | Bratto singolo maschile AS  | 5'10"02        | 3º Q           | 5'08"96     | 4º FB       | 5'06"37   | 8º               |
| Eleonora De Paolis | Bratto singolo femminile AS | 5'50"99        | 5ª Q           | 5'58"65     | 4ª FB       | 5'54"13   | 9ª               |

Misto
| Atleti                                                                                          | Evento                | Qualificazione | Qualificazione | Ripescaggio | Ripescaggio | Finale    | Finale           |
| Atleti                                                                                          | Evento                | Risultato      | Posizione      | Risultato   | Posizione   | Risultato | Pos. Complessiva |
| ----------------------------------------------------------------------------------------------- | --------------------- | -------------- | -------------- | ----------- | ----------- | --------- | ---------------- |
| Valentina Grassi Luca Lunghi Tommaso Schettino Florinda Trombetta Giuseppe Di Capua (timoniere) | Quattro Con misto LTA | 3'37"37        | 5º Q           | 3'42"45     | 4º FB       | 3'35"76   | 10º              |

## Ciclismo paralimpico

### Ciclismo su strada
Maschile
| Atleta                                     | Evento                    | Tempo    | Posizione |
| ------------------------------------------ | ------------------------- | -------- | --------- |
| Pierpaolo Addesi                           | Corsa in linea C4-5       | 2'15"41  | 7º        |
| Pierpaolo Addesi                           | Cronometro C5             | 41'28"36 | 11º       |
| Fabio Anobile                              | Corsa in linea C1-2-3     | 1'49"11  | Bronzo    |
| Fabio Anobile                              | Cronometro C3             | 41'03"19 | 7º        |
| Emanuele Bersini                           | Corsa in linea B          | 2'32"06  | 9º        |
| Emanuele Bersini                           | Cronometro B              | 36'35"37 | 7º        |
| Paolo Cecchetto                            | Corsa in linea H3         | 1'33"17  | Oro       |
| Paolo Cecchetto                            | Cronometro H3             | 34'41"41 | 13º       |
| Giorgio Farroni                            | Corsa in linea T1-2       | 51'52"   | 5º        |
| Giorgio Farroni                            | Cronometro T1-2           | 27'04"08 | 11º       |
| Giancarlo Masini                           | Corsa in linea C1-2-3     | 1'55"20  | 19º       |
| Giancarlo Masini                           | Cronometro C1             | 28'47"83 | Bronzo    |
| Luca Mazzone                               | Corsa in linea H2         | 1'15"23  | Argento   |
| Luca Mazzone                               | Cronometro H2             | 32'07"09 | Oro       |
| Vittorio Podestà                           | Corsa in linea H3         | 1'33"17  | 6º        |
| Vittorio Podestà                           | Cronometro H3             | 28'19"45 | Oro       |
| Andrea Tarlao                              | Corsa in linea C4-5       | 2'13"46  | Bronzo    |
| Andrea Tarlao                              | Cronometro C5             | 38'14"59 | 5º        |
| Alex Zanardi                               | Corsa in linea H5         | 1'37"49  | Argento   |
| Alex Zanardi                               | Cronometro H5             | 28'36"81 | Oro       |
| Luca Mazzone Vittorio Podestà Alex Zanardi | Corsa in linea mista H2-5 | 32'34"   | Oro       |

Femminile
| Atleta               | Evento                  | Tempo    | Posizione |
| -------------------- | ----------------------- | -------- | --------- |
| Jenny Narcisi        | Corsa in linea C4-5     | 2'28"56  | 13ª       |
| Jenny Narcisi        | Cronometro C4           | 32'19"73 | 6ª        |
| Francesca Porcellato | Corsa in linea H1-2-3-4 | 1'15"58  | Bronzo    |
| Francesca Porcellato | Cronometro H1-2-3       | 34'20"48 | Bronzo    |

### Ciclismo su pista
Piloti:
- Alessandro Fantini
- Riccardo Panizza

Maschile
| Atleta           | Evento                             | Qualificazioni | Qualificazioni | Finali          | Finali          |
| Atleta           | Evento                             | Tempo          | Posizione      | Tempo           | Posizione       |
| ---------------- | ---------------------------------- | -------------- | -------------- | --------------- | --------------- |
| Giancarlo Masini | Inseguimento individuale 3000 m C1 | 4'14"785       | 7º             | non qualificato | non qualificato |
| Giancarlo Masini | Cronometro 1000 m C1               | N.D.           | N.D.           | 1'22"786        | 25º             |

Femminile
| Atleta        | Evento                             | Qualificazioni | Qualificazioni | Finali          | Finali          |
| Atleta        | Evento                             | Tempo          | Posizione      | Tempo           | Posizione       |
| ------------- | ---------------------------------- | -------------- | -------------- | --------------- | --------------- |
| Jenny Narcisi | Inseguimento individuale 3000 m C4 | 4'19"968       | 8ª             | non qualificata | non qualificata |
| Jenny Narcisi | Cronometro 500 m C4-5              | N.D.           | N.D.           | 45"421          | 14ª             |

## Equitazione paralimpica
| Atleta                                                      | Cavallo                                                  | Evento                    | Risultato       | Posizione |
| ----------------------------------------------------------- | -------------------------------------------------------- | ------------------------- | --------------- | --------- |
| Luigi Acerbi                                                | Quasimodo di San Patrignano                              | Test individuale grado Ia | 67.826          | 15º       |
| Luigi Acerbi                                                | Quasimodo di San Patrignano                              | Test a squadre grado Ia   | 67.826          | 15º       |
| Sara Morganti                                               | Royal Delight                                            | Test individuale grado Ia | ritirata        | ritirata  |
| Sara Morganti                                               | Royal Delight                                            | Test a squadre grado Ia   | ritirata        | ritirata  |
| Francesca Salvadè                                           | Muggel 4                                                 | Test individuale grado II | 67.343          | 10ª       |
| Francesca Salvadè                                           | Muggel 4                                                 | Test a squadre grado II   | 69.147          | 9ª        |
| Silvia Veratti                                              | Zadok                                                    | Test individuale grado II | 68.000          | 8ª        |
| Silvia Veratti                                              | Zadok                                                    | Test a squadre grado II   | 69.353          | 6ª        |
| Luigi Acerbi Sara Morganti Francesca Salvadè Silvia Veratti | Quasimodo di San Patrignano Royal Delight Muggel 4 Zadok | Campionato a squadre      | Totale: 411.669 | 11º       |

## Nuoto paralimpico
Maschile
| Atleta               | Evento                 | Batteria  | Batteria  | Finale          | Finale          |
| Atleta               | Evento                 | Risultato | Posizione | Risultato       | Posizione       |
| -------------------- | ---------------------- | --------- | --------- | --------------- | --------------- |
| Francesco Bettella   | 50 m dorso S1          | N.D.      | N.D.      | 1'12"49         | Argento         |
| Francesco Bettella   | 100 m dorso S1         | N.D.      | N.D.      | 2'27"06         | Argento         |
| Francesco Bocciardo  | 50 m stile libero S6   | 33"16     | 12º       | non qualificato | non qualificato |
| Francesco Bocciardo  | 100 m stile libero S6  | 1'09"63   | 7º Q      | 1'09"64         | 8º              |
| Francesco Bocciardo  | 400 m stile libero S6  | 5'18"61   | 2º Q      | 5'02"15         | Oro             |
| Vincenzo Boni        | 50 m stile libero S3   | 47"03     | 4º Q      | 47"32           | 5º              |
| Vincenzo Boni        | 100 m stile libero S4  | 1'39"66   | 10º       | non qualificato | non qualificato |
| Vincenzo Boni        | 200 m stile libero S3  | N.D.      | N.D.      | 3'30"02         | 4º              |
| Vincenzo Boni        | 50 m dorso S3          | 47"16     | 2º Q      | 46"67           | Bronzo          |
| Marco Maria Dolfin   | 50 m stile libero S6   | 36"05     | 14º       | non qualificato | non qualificato |
| Marco Maria Dolfin   | 400 m stile libero S6  | 6'00"87   | 9º        | non qualificato | non qualificato |
| Marco Maria Dolfin   | 100 m dorso SB6        | 1'40"00   | 5º Q      | 1'38"27         | 4º              |
| Marco Maria Dolfin   | 200 m misti SM6        | 3'23"30   | 12º       | non qualificato | non qualificato |
| Andrea Massussi      | 50 m farfalla S5       | 48"21     | 14º       | non qualificato | non qualificato |
| Andrea Massussi      | 100 m dorso SB4        | N.D.      | N.D.      | 1'51"96         | 7º              |
| Andrea Massussi      | 50 m dorso S5          | 43"82     | 8º Q      | 42"22           | 7º              |
| Riccardo Menciotti   | 50 m stile libero S10  | 25"77     | 12º       | non qualificato | non qualificato |
| Riccardo Menciotti   | 100 m stile libero S10 | 56"77     | 15º       | non qualificato | non qualificato |
| Riccardo Menciotti   | 400 m stile libero S10 | 4'30"27   | 15º       | non qualificato | non qualificato |
| Riccardo Menciotti   | 100 m farfalla S10     | 59"33     | 7º Q      | 59"65           | 7º              |
| Riccardo Menciotti   | 100 m dorso S10        | 1'02"63   | 8º Q      | 1'02"70         | 8º              |
| Efrem Morelli        | 50 m rana SB3          | 49"88     | 4º Q      | 49"92           | Bronzo          |
| Efrem Morelli        | 50 m dorso S4          | 49"75     | 8º Q      | 52"54           | 8º              |
| Efrem Morelli        | 150 m misti SM4        | 2'41"32   | 4º Q      | 2'43"75         | 5º              |
| Federico Morlacchi   | 100 m stile libero S9  | 57"75     | 6º Q      | 57"28           | 6º              |
| Federico Morlacchi   | 400 m stile libero S9  | 4'22"20   | 2º Q      | 4'17"91         | Argento         |
| Federico Morlacchi   | 100 m farfalla S9      | 1'01"57   | 2º Q      | 59"52           | Argento         |
| Federico Morlacchi   | 100 m rana SB8         | N.D.      | N.D.      | 1'12"68         | Argento         |
| Federico Morlacchi   | 100 m misti SM9        | 2'20"15   | 3º Q      | 2'16"72         | Oro             |
| Giovanni Sciaccaluga | 50 m stile libero S5   | 36"35     | 7º Q      | 36"85           | 8º              |
| Giovanni Sciaccaluga | 100 m stile libero S5  | 1'22"45   | 9º        | non qualificato | non qualificato |
| Giovanni Sciaccaluga | 200 m stile libero S5  | 2'54"48   | 7º Q      | 2'51"63         | 7º              |
| Fabrizio Sottile     | 50 m stile libero S12  | 25"95     | 14º       | non qualificato | non qualificato |
| Fabrizio Sottile     | 100 m rana SB12        | 1'13"60   | 8º Q      | 1'13"92         | 8º              |
| Fabrizio Sottile     | 100 m dorso S12        | 1'08"93   | 10º       | non qualificato | non qualificato |
| Valerio Taras        | 100 m stile libero S7  | 1'08"64   | 10º       | non qualificato | non qualificato |
| Valerio Taras        | 400 m stile libero S7  | 5'17"42   | 9º        | non qualificato | non qualificato |
| Valerio Taras        | 50 m farfalla S7       | 34"17     | 11º       | non qualificato | non qualificato |
| Valerio Taras        | 200 m misti SM7        | 2'48"98   | 6º Q      | 2'47"27         | 7º              |

Femminile
| Atleta            | Evento                 | Batteria     | Batteria     | Finale          | Finale          |
| Atleta            | Evento                 | Risultato    | Posizione    | Risultato       | Posizione       |
| ----------------- | ---------------------- | ------------ | ------------ | --------------- | --------------- |
| Alessia Berra     | 50 m stile libero S13  | 28"85        | 5ª Q         | 29"01           | 8ª              |
| Alessia Berra     | 100 m stile libero S13 | 1'02"29      | 7ª Q         | 1'02"16         | 7ª              |
| Alessia Berra     | 400 m stile libero S13 | 4'46"39      | 4ª Q         | 4'44"52         | 5ª              |
| Alessia Berra     | 100 m farfalla S13     | 1'07"39      | 5ª Q         | 1'08"24         | 6ª              |
| Alessia Berra     | 200 m misti S13        | 2'36"39      | 6ª Q         | 2'37"91         | 7ª              |
| Gloria Boccanera  | 50 m dorso S2          | N.D.         | N.D.         | 1'22"80         | 4ª              |
| Gloria Boccanera  | 100 m dorso S2         | N.D.         | N.D.         | 3'18"38         | 6ª              |
| Cecilia Camellini | 50 m stile libero S11  | 31"52        | 4ª Q         | 31"71           | 5ª              |
| Cecilia Camellini | 100 m stile libero S11 | 1'09"10      | 2ª Q         | 1'10"39         | 5ª              |
| Cecilia Camellini | 400 m stile libero S11 | 5'19"17      | 1ª Q         | 5'16"36         | Argento         |
| Cecilia Camellini | 100 m dorso S11        | 1'22"01      | 5ª Q         | 1'23"12         | 7ª              |
| Giulia Ghiretti   | 50 m dorso S5          | 48"33        | 4ª Q         | 45"74           | Bronzo          |
| Giulia Ghiretti   | 50 m dorso S5          | 54"68        | 10ª          | non qualificata | non qualificata |
| Giulia Ghiretti   | 100 m dorso SB4        | 1'55"58      | 3ª Q         | 1'50"58         | Argento         |
| Giulia Ghiretti   | 200 m misti SM5        | 3'47"63      | 6ª Q         | 3'48"68         | 6ª              |
| Xenia Palazzo     | 200 m stile libero S14 | 2'21"25      | 8ª Q         | 2'19"21         | 6ª              |
| Xenia Palazzo     | 100 m rana SB14        | 1'29"72      | 11ª          | non qualificata | non qualificata |
| Xenia Palazzo     | 100 m dorso S14        | 1'18"26      | 8ª Q         | 1'17"64         | 8ª              |
| Xenia Palazzo     | 200 m misti SM14       | 2'48"04      | 10ª          | non qualificata | non qualificata |
| Martina Rabbolini | 50 m stile libero S11  | 34"88        | 12ª          | non qualificata | non qualificata |
| Martina Rabbolini | 100 m stile libero S11 | 1'18"50      | 13ª          | non qualificata | non qualificata |
| Martina Rabbolini | 400 m stile libero S11 | 5'51"70      | 11ª          | non qualificata | non qualificata |
| Martina Rabbolini | 100 m rana SB11        | N.D.         | N.D.         | 1'38"81         | 7ª              |
| Martina Rabbolini | 100 m dorso S11        | 1'30"28      | 12ª          | non qualificata | non qualificata |
| Martina Rabbolini | 200 m misti SM11       | 3'15"67      | 11ª          | non qualificata | non qualificata |
| Emanuela Romano   | 50 m stile libero S6   | 37"04        | 8ª Q         | 36"62           | 8ª              |
| Emanuela Romano   | 100 m stile libero S6  | 1'20"15      | 7ª Q         | 1'18"34         | 7ª              |
| Emanuela Romano   | 400 m stile libero S6  | 5'58"53      | 8ª Q         | 5'51"05         | 7ª              |
| Emanuela Romano   | 100 m rana SB5         | 1'50"90      | 6ª Q         | 1'52"33         | 7ª              |
| Emanuela Romano   | 100 m dorso S6         | 1'32"42      | 6ª Q         | 1'32"45         | 5ª              |
| Francesca Secci   | 50 m stile libero S9   | 31"94        | 18ª          | non qualificata | non qualificata |
| Francesca Secci   | 100 m stile libero S9  | 1'09"95      | 19ª          | non qualificata | non qualificata |
| Francesca Secci   | 400 m stile libero S9  | 5'11"18      | 15ª          | non qualificata | non qualificata |
| Francesca Secci   | 100 m farfalla S9      | 1'14"64      | 13ª          | non qualificata | non qualificata |
| Francesca Secci   | 100 m dorso S9         | squalificata | squalificata | non qualificata | non qualificata |
| Francesca Secci   | 200 m misti SM9        | 2'50"91      | 18ª          | non qualificata | non qualificata |
| Arianna Talamona  | 400 m stile libero S7  | N.D.         | N.D.         | 5'48"37         | 7ª              |
| Arianna Talamona  | 100 m rana SB6         | 1'52"14      | 10ª          | non qualificata | non qualificata |
| Arianna Talamona  | 100 m dorso S7         | 1'33"46      | 12ª          | non qualificata | non qualificata |
| Arianna Talamona  | 200 m misti SM7        | 3'18"06      | 6ª Q         | 3'16"97         | 6ª              |
| Arjola Trimi      | 50 m stile libero S4   | 42"60        | 4ª Q         | 40"51           | Argento         |
| Arjola Trimi      | 50 m rana SB3          | 1'06"55      | 5ª Q         | 1'07"69         | 6ª              |
| Arjola Trimi      | 50 m dorso S4          | 57"09        | 7ª Q         | 54"03           | 5ª              |
| Arjola Trimi      | 150 m misti SM4        | 3'02"37      | 5ª Q         | 2'57"91         | 5ª              |

Misti
| Atleta                                                   | Evento                          | Batteria  | Batteria  | Finale    | Finale    |
| Atleta                                                   | Evento                          | Risultato | Posizione | Risultato | Posizione |
| -------------------------------------------------------- | ------------------------------- | --------- | --------- | --------- | --------- |
| Vincenzo Boni Emanuela Romano Valerio Taras Arjola Trimi | Staffetta 4 x 50 m stile libero | 2'38"01   | 3º Q      | 2'33"16   | 4º        |

## Pesistica paralimpica
| Atleta             | Evento          | Tentativi           | Tentativi           | Tentativi           | Classifica       |
| Atleta             | Evento          | Peso Risultato      | Peso Risultato      | Peso Risultato      | Classifica       |
| ------------------ | --------------- | ------------------- | ------------------- | ------------------- | ---------------- |
| Matteo Cattini     | -65 kg gruppo A | 137 kg non superata | 137 kg non superata | 139 kg non superata | non classificato |
| Martina Barbierato | -55 kg          | 88 kg superata      | 92 kg superata      | 95 kg non superata  | 7ª               |

## Scherma in carrozzina
Maschile
| Atleta                                      | Evento               | Girone | Quarti di finale         | Semifinali           | Finale / Finale per il bronzo | Posizione       |
| Atleta                                      | Evento               | Avversari Risultati | Avversario Risultato     | Avversario Risultato | Avversario Risultato          | Posizione       |
| ------------------------------------------- | -------------------- | --- | ------------------------ | -------------------- | ----------------------------- | --------------- |
| Matteo Betti                                | Spada Categoria A    | Matthieu Hebert V (5-4) Fabio Luiz Damasceno V (5-2) Zainulabdeen Al-Madhkhoori P (0-5) Romain Noble P (3-5) Gang Sun P (1-5) | Piers Gilliver P (11-15) | non qualificato      | non qualificato               | non qualificato |
| Matteo Betti                                | Fioretto Categoria A | Piers Gilliver P (4-5) Ruyi Ye P (3-5) Michal Nalewajek P (2-5) Richard Osvath V (5-3) Meng Chai Cheong V (5-2)               | Dariusz Pender P (14-15) | non qualificato      | non qualificato               | non qualificato |
| Marco Cima                                  | Fioretto Categoria B | Daoliang Hu V (5-4) Jovane Guissone V (5-0) Jacek Gaworski P (3-5) Vanderson Luis Chaves V (5-0)                              | Alessio Sarri V (15-14)  | Yanke Feng P (14-15) | Maxime Valet P (4-15)         | 4º              |
| Emanuele Lambertini                         | Fioretto Categoria A | Gang Sun P (3-5) Dariusz Pender P (2-5) Wing Kin Chan V (5-2) Martyn Kavalenia V (5-3) Damien Tokatlian P (3-5)               | Gang Sun P (5-15)        | non qualificato      | non qualificato               | non qualificato |
| Alberto Pellegrini                          | Sciabola Categoria A | Richard Osvath V (5-4) Yijun Chen P (3-5) Romain Noble P (3-5) Vasileios Ntounis P (4-5) Vadym Tsedryk V (5-0)                | Jianquan Tian P (5-15)   | non qualificato      | non qualificato               | non qualificato |
| Alessio Sarri                               | Fioretto Categoria B | Maxime Valet V (5-1) Dimitri Coutya P (1-5) Yanke Feng V (5-2) Anton Datsko P (1-5)                                           | Marco Cima P (14-15)     | non qualificato      | non qualificato               | non qualificato |
| Alessio Sarri                               | Sciabola Categoria B | Joey Brinson V (5-1) Marc-André Cratère V (5-0) Anton Datsko P (1-5) Grzegorz Pluta V (5-1)                                   | Grzegorz Pluta P (13-15) | non qualificato      | non qualificato               | non qualificato |
| Matteo Betti Marco Cima Emanuele Lambertini | Spada a squadre      | Cina P (28-45) Polonia P (27-45)                                                                                              | N.D.                     | non qualificati      | non qualificati               | non qualificati |
| Matteo Betti Marco Cima Emanuele Lambertini | Fioretto a squadre   | Hong Kong P (44-45) Polonia P (42-45)                                                                                         | N.D.                     | non qualificati      | non qualificati               | non qualificati |

Femminile
| Atleta                                       | Evento               | Girone | Quarti di finale        | Semifinali           | Finale / Finale per il bronzo | Posizione       |
| Atleta                                       | Evento               | Avversari Risultati | Avversario Risultato    | Avversario Risultato | Avversario Risultato          | Posizione       |
| -------------------------------------------- | -------------------- | --- | ----------------------- | -------------------- | ----------------------------- | --------------- |
| Andreea Mogos                                | Fioretto Categoria A | Jing Rong P (4-5) Aliona Halkina P (4-5) Eva Andrea Hajmasi P (3-5) Delphine Bernard Justine Charissa Ng                  | Jing Rong P (7-15)      | non qualificata      | non qualificata               | non qualificata |
| Loredana Trigilia                            | Fioretto Categoria A | Zsuzsanna Krajnyak P (1-5) Chui Yee Yu P (2-5) Nataliia Morkvych V (5-2) Monica Santos V (5-2) Chuncui Zhang P (1-5)      | non qualificata         | non qualificata      | non qualificata               | non qualificata |
| Beatrice Vio                                 | Fioretto Categoria B | Simone Briese-Baetke V (5-0) Alesia Makrytskaya V (5-0) Yuen Ping Chung V (5-0) Irma Khetsuriani V (5-0) Fang Yao V (5-0) | Marta Makowska V (15-6) | Fang Yao V (15-1)    | Jingjing Zhou V (15-7)        | Oro             |
| Andreea Mogos Loredana Trigilia Beatrice Vio | Fioretto a squadre   | Hong Kong P (43-45) Brasile V (45-15)                                                                                     | N.D.                    | Cina P (37-45)       | Hong Kong V (45-44)           | Bronzo          |

## Tennis in carrozzina
| Atleta          | Evento                       | Primo Round             | Secondo Round        | Terzo Round          | Quarti di finale     | Semifinale           | Finale               |
| Atleta          | Evento                       | Avversario Risultato    | Avversario Risultato | Avversario Risultato | Avversario Risultato | Avversario Risultato | Avversario Risultato |
| --------------- | ---------------------------- | ----------------------- | -------------------- | -------------------- | -------------------- | -------------------- | -------------------- |
| Alberto Corradi | Quad singolo maschile        | Andy Lapthorne P (0-2)  | N.D.                 | N.D.                 | non qualificato      | non qualificato      | non qualificato      |
| Fabian Mazzei   | Carrozzina singolo maschile  | Marc MacCarroll P (0-2) | non qualificato      | non qualificato      | non qualificato      | non qualificato      | non qualificato      |
| Marianna Lauro  | Carrozzina singolo femminile | Shelby Baron P (0-2)    | N.D.                 | non qualificato      | non qualificato      | non qualificato      | non qualificato      |

## Tennistavolo paralimpico
Maschile
| Atleta                        | Evento              | Girone                                                  | Primo Round                | Quarti di finale      | Semifinali           | Finale / Finale per il bronzo | Posizione       |
| Atleta                        | Evento              | Avversari Risultati                                     | Avversario Risultato       | Avversario Risultato  | Avversario Risultato | Avversario Risultato          | Posizione       |
| ----------------------------- | ------------------- | ------------------------------------------------------- | -------------------------- | --------------------- | -------------------- | ----------------------------- | --------------- |
| Raimondo Alecci               | Singolo classe 6    | Peter Rosenmeier P (0-3) Alberto Seoane Alcaraz P (2-3) | non qualificato            | non qualificato       | non qualificato      | non qualificato               | non qualificato |
| Andrea Borgato                | Singolo classe 1    | Rob Davies P (2-3) Silvio Keller V (3-1)                | N.D.                       | Young Dae Joo P (0-3) | non qualificato      | non qualificato               | non qualificato |
| Amine Kalem                   | Singolo classe 9    | Yiqing Zhao V (3-2) Diego Moreira P (2-3)               | Yuriy Shchepanskyy V (3-0) | Lin Ma V (3-2)        | Gerben Last P (1-3)  | Juan Perez Gonzalez V (3-0)   | Bronzo          |
| Giuseppe Vella                | Singolo classe 2    | Oleksandr Yezyk P (0-3) Jiri Suchanek P (1-3)           | non qualificato            | non qualificato       | non qualificato      | non qualificato               | non qualificato |
| Raimondo Alecci Amine Kalem   | Squadre classe 9-10 | N.D.                                                    | Regno Unito P (0-2)        | non qualificati       | non qualificati      | non qualificati               | non qualificati |
| Andrea Borgato Giuseppe Vella | Squadre classe 1-2  | N.D.                                                    | Corea del Sud P (0-2)      | non qualificato       | non qualificato      | non qualificato               | non qualificato |

Femminile
| Atleta                                   | Evento             | Girone                                                         | Primo Round          | Quarti di finale      | Semifinali           | Finale / Finale per il bronzo        | Posizione       |
| Atleta                                   | Evento             | Avversari Risultati                                            | Avversario Risultato | Avversario Risultato  | Avversario Risultato | Avversario Risultato                 | Posizione       |
| ---------------------------------------- | ------------------ | -------------------------------------------------------------- | -------------------- | --------------------- | -------------------- | ------------------------------------ | --------------- |
| Michela Brunelli                         | Singolo classe 3   | Andela Muzinic V (3-2) Ok Kim V (3-1)                          | Bye                  | Jiyu Yoon P (0-3)     | non qualificato      | non qualificato                      | non qualificato |
| Clara Podda                              | Singolo classe 1-2 | Su-Yeon Seo P (0-3) Catia Da Silva V (3-2)                     | N.D.                 | Jing Liu P (0-3)      | non qualificato      | non qualificato                      | non qualificato |
| Giada Rossi                              | Singolo classe 1-2 | Chagit Yona Brill V (3-0) Chilchitparyak Bootwansirina V (3-1) | N.D.                 | Dorota Buclaw V (3-2) | Su-Yeon Seo P (0-3)  | Chilchitparyak Bootwansirina V (3-0) | Bronzo          |
| Michela Brunelli Clara Podda Giada Rossi | Squadre classe 1-3 | N.D.                                                           | N.D.                 | Regno Unito V (2-0)   | Cina P (0-2)         | Corea del Sud P (1-2)                | 4º              |

## Tiro paralimpico
| Atleta          | Evento                                          | Qualificazione | Qualificazione | Finale          | Finale          | Posizione       |
| Atleta          | Evento                                          | Risultato      | Posizione      | Risultato       | Posizione       | Posizione       |
| --------------- | ----------------------------------------------- | -------------- | -------------- | --------------- | --------------- | --------------- |
| Massimo Croci   | 10 m fucile aria compressa prono SH1 - misto R3 | 631,7          | 12º            | non qualificato | non qualificato | non qualificato |
| Massimo Croci   | 50 m fucile aria compressa prono SH1 - misto R6 | 592.4          | 39º            | non qualificato | non qualificato | non qualificato |
| Nadia Fario     | 10 m pistola aria compressa SH1 - femminile P2  | 360-5x         | 12ª            | non qualificata | non qualificata | non qualificata |
| Nadia Fario     | 50 m pistola aria compressa SH1 - misto P4      | 522-6x         | 13ª            | non qualificata | non qualificata | non qualificata |
| Pamela Novaglio | 10 m fucile aria compressa prono SH2 - misto R5 | 627.5          | 27ª            | non qualificata | non qualificata | non qualificata |

## Tiro con l'arco paralimpico
Maschile
| Atleta             | Evento        | Qualificazione | Qualificazione | 16-esimi                      | Ottavi di finale           | Quarti di finale       | Semifinale              | Finale / Finale per il bronzo | Posizione       |
| Atleta             | Evento        | Risultato      | Posizione      | Avversario Risultato          | Avversario Risultato       | Avversario Risultato   | Avversario Risultato    | Avversario Risultato          | Posizione       |
| ------------------ | ------------- | -------------- | -------------- | ----------------------------- | -------------------------- | ---------------------- | ----------------------- | ----------------------------- | --------------- |
| Roberto Airoldi    | Arco ricurvo  | 624            | 6º             | Luciano Rezende P (6-0)       | non qualificato            | non qualificato        | non qualificato         | non qualificato               | non qualificato |
| Fabio Azzolini     | W1            | 570            | 13º            | N.D.                          | Naci Yener P (131-138)     | non qualificato        | non qualificato         | non qualificato               | non qualificato |
| Matteo Bonacina    | Arco composto | 661            | 19º            | Xinliang Ai P (135-143)       | non qualificato            | non qualificato        | non qualificato         | non qualificato               | non qualificato |
| Giampaolo Cancelli | Arco composto | 670            | 11º            | Kevin Evans V (146-128)       | Marcel Pavlik P (134-140)  | non qualificato        | non qualificato         | non qualificato               | non qualificato |
| Alessandro Erario  | Arco ricurvo  | 601            | 15º            | Kimimasa Onodera V (6-0)      | Hanreuchai Netsiri P (1-7) | non qualificato        | non qualificato         | non qualificato               | non qualificato |
| Alberto Simonelli  | Arco composto | 678            | 7º             | Alexandr Medvedev V (137-121) | Jere Forsberg V (140-136)  | Mikey Hall V (143-136) | Xinliang Ai V (146-144) | Andre Shelby P (143-144)      | Argento         |

Femminile
| Atleta           | Evento        | Qualificazione | Qualificazione | 16-esimi              | Ottavi di finale          | Quarti di finale     | Semifinale           | Finale / Finale per il bronzo | Posizione       |
| Atleta           | Evento        | Risultato      | Posizione      | Avversario Risultato  | Avversario Risultato      | Avversario Risultato | Avversario Risultato | Avversario Risultato          | Posizione       |
| ---------------- | ------------- | -------------- | -------------- | --------------------- | ------------------------- | -------------------- | -------------------- | ----------------------------- | --------------- |
| Veronica Floreno | Arco ricurvo  | 549            | 22ª            | Jennifer Hess V (6-4) | Hwa Sook Lee P (0-6)      | non qualificata      | non qualificata      | non qualificata               | non qualificata |
| Elisabetta Mijno | Arco ricurvo  | 601            | 10ª            | Magdali Comte V (6-0) | Brigitte Dubroc V (6-0)   | Zahra Nemati P (4-6) | non qualificata      | non qualificata               | non qualificata |
| Eleonora Sarti   | Arco composto | 649            | 7ª             | Bye                   | Jodie Grinham P (132-133) | non qualificata      | non qualificata      | non qualificata               | non qualificata |

Misto
| Atleta                                                              | Evento              | Qualificazione | Qualificazione | 16-esimi             | Ottavi di finale     | Quarti di finale        | Semifinale           | Finale / Finale per il bronzo | Posizione       |                 |
| Atleta                                                              | Evento              | Risultato      | Posizione      | Avversario Risultato | Avversario Risultato | Avversario Risultato    | Avversario Risultato | Avversario Risultato          | Posizione       |                 |
| ------------------------------------------------------------------- | ------------------- | -------------- | -------------- | -------------------- | -------------------- | ----------------------- | -------------------- | ----------------------------- | --------------- | --------------- |
| Roberto Airoldi Alessandro Erario Veronica Floreno Elisabetta Mijno | Arco ricurvo misto  | 1225           | 4º             | N.D.                 | Lettonia V (6-0)     | Brasile V (6-2)         | Iran P (0-6)         | Mongolia V (5-1)              | Bronzo          |                 |
| Matteo Bonacina Giampaolo Cancelli Eleonora Sarti Alberto Simonelli | Arco composto misto | 1327           | 4º             | N.D.                 | Bye                  | Regno Unito P (150-149) | non qualificati      | non qualificati               | non qualificati | non qualificati |

## Paratriathlon
| Atleta           | Evento       | Nuoto  | Transizione 1 | Ciclismo | Transizione 2 | Corsa  | Totale   | Posizione |
| ---------------- | ------------ | ------ | ------------- | -------- | ------------- | ------ | -------- | --------- |
| Giovanni Achenza | Maschile PT1 | 11'15" | 1'32"         | 35'23"   | 45"           | 12'14" | 1h01'45" | Bronzo    |
| Michele Ferrarin | Maschile PT2 | 11'32" | 1'29"         | 35'15"   | 1'01"         | 23'13" | 1h12'30" | Argento   |
| Giovanni Sasso   | Maschile PT2 | 12'24" | 1'53"         | 36'42"   | 1'31"         | 26'47" | 1h19'17" | 9º        |

## Vela paralimpica
| Atleta                                             | Evento | Gare | Gare | Gare | Gare | Gare | Gare | Gare | Gare | Gare | Gare | Gare | Punteggio | Posizione |
| Atleta                                             | Evento | 1    | 2    | 3    | 4    | 5    | 6    | 7    | 8    | 9    | 10   | 11   | Punteggio | Posizione |
| -------------------------------------------------- | ------ | ---- | ---- | ---- | ---- | ---- | ---- | ---- | ---- | ---- | ---- | ---- | --------- | --------- |
| Marco Gualandris Marta Zanetti                     | SKUD18 | 2    | 4    | 7    | 7    | 12   | 12   | 4    | 9    | 3    | 3    | 5    | 56        | 6º        |
| Gian Bachisio Pira Gianluca Raggi Fabrizio Solazzo | Sonar  | 14   | 13   | 11   | 13   | 12   | 13   | 7    | 12   | 9    | 6    | 13   | 109       | 12º       |
| Antonio Squizzato                                  | 2.4mR  | 10   | 6    | 9    | 7    | 4    | 9    | 6    | 5    | 6    | 10   | 11   | 72        | 7º        |